# Rio Anchor
O rio Anchor é um curso de água localizado na Península de Kenai, no estado do Alasca, Estados Unidos. Sua nascente fica próxima ao Bald Mountain, no lado leste da parte inferior da península, e o rio flui predominantemente para oeste por cerca de 48 quilômetros, até desaguar na Enseada de Cook, próximo a Anchor Point, no lado ocidental da península. A foz do rio está localizada cerca de 24 quilômetros a noroeste de Homer.

## Área de habitat crítico
O trecho médio do rio atravessa a Área de Habitat Crítico do Rio Anchor e do Fritz Creek, criada para proteger a fauna local, especialmente os alces. Mais adiante, o rio cruza a North Fork Road e a Rodovia Sterling, antes de atingir a região costeira de Anchor Point e a Área de Recreação Estadual do Rio Anchor.

## Área de recreação

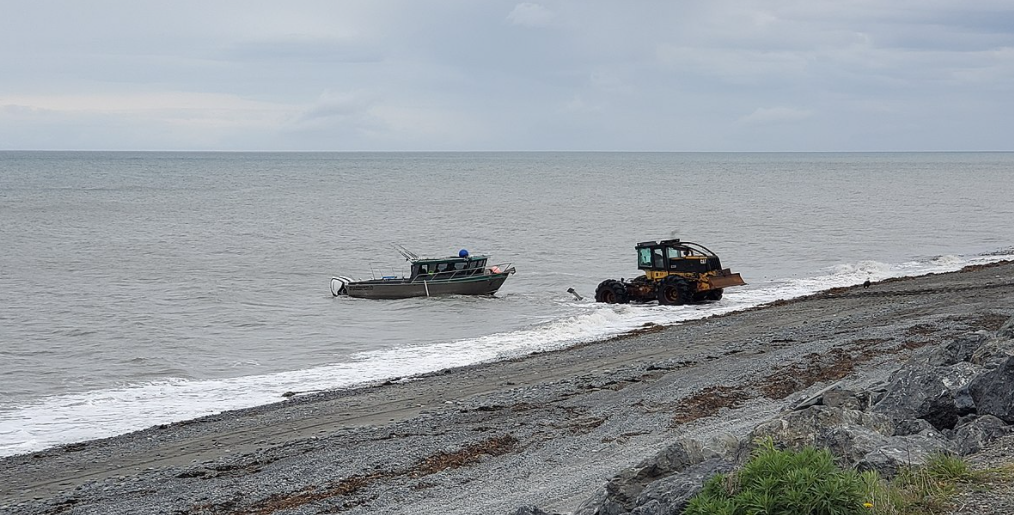
Lançamento de embarcação por trator em Anchor Point.

A Área de Recreação Estadual do Rio Anchor é um destino popular para camping e pesca durante o verão, período em que ocorrem as migrações de salmão e a pesca da Truta-arco-íris. Anchor Point, onde se encontra a área de recreação, é o ponto mais ocidental conectado à rede rodoviária dos Estados Unidos.
A partir da praia da área de recreação é possível avistar as montanhas da Cordilheira Aleúte, incluindo os vulcões Monte Augustine, Monte Iliamna e Monte Redoubt.
Durante a década de 1890, a região também foi palco de atividades de mineração de ouro.
Anchor Point não possui um porto, mas conta com um serviço de lançamento de barcos, que utiliza tratores para transportar as embarcações da praia até águas mais profundas.